# リメンバー・ミュージック
リメンバー・ミュージック（Remember Music）は、ミュージックバードおよび、MUSIC BIRD for COMMUNITYを通じて一部のコミュニティ放送局で放送されている音楽番組。

## 概要
1970年代から現在にかけて一斉を風靡した曲を、タイトルコールなし・DJなし・CM枠なしで送る。1時間単位で1日複数回放送され、各時間帯でジャンルおよび時代別に分類して放送している。番組表では各タイトルの末尾に括弧書きで分類が特記される。

### 放送時間
- 2023年10月1日 - 
  - 毎週月 - 金曜日 8時00分 - 15時00分（金曜日は14時00分）、17時00分 - 18時30分

#### 過去の放送時間
- {stub} - 2006年3月31日
  - 毎週月 - 金曜日 7時00分 - 15時00分、毎週月 - 木曜日 17時00分 - 20時00分
- 2006年4月3日 - 2006年7月28日
  - 毎週月 - 金曜日 7時00分 - 15時00分、17時00分（金曜日は19時00分） - 20時00分
- 2006年7月31日 - 2006年9月29日
  - 毎週月 - 金曜日 6時00分 - 15時00分、17時00分（金曜日は19時00分） - 20時00分
- 2006年10月2日 - 2007年3月30日
  - 毎週月 - 金曜日 6時00分 - 15時00分、毎週月 - 木曜日 17時00分 - 19時00分
- 2007年4月2日 - {stub}
  - 毎週月 - 金曜日 6時00分 - 15時00分、17時00分 - 19時00分
- {stub} - 2016年9月30日
  - 毎週月 - 金曜日 8時00分 - 15時00分、17時00分 - 19時00分
- 2016年10月3日 - 2017年9月29日
  - 毎週月 - 金曜日 8時00分 - 15時00分、17時00分 - 19時00分（金曜日は18時00分）
- 2017年10月2日 - 2019年3月29日
  - 毎週月 - 金曜日 8時00分 - 15時00分、17時00分 - 19時00分
- 2019年4月1日 - 2023年9月29日
  - 毎週月 - 金曜日 8時00分 - 15時00分、17時00分 - 18時30分

## ジャンル一覧
2021年11月時点
- 邦楽
  - 1970年代～1980年代
  - 1990年代〜2000年代
  - 2000年代～最新曲
  - 2010年代～最新曲
- 洋楽
  - 1970年代～1980年代
  - 1990年代～2000年代

## 関連番組
- Morning Stream - 「リメンバー・ミュージック」と同じく、邦楽をシャッフル形式で流す。